# Кэссиди, Джек
Джек Кэссиди (англ. Jack Cassidy; настоящее имя — Джон Джозеф Эдвард Кэссиди (англ. John Joseph Edward Cassidy); 5 марта 1927, Куинс, Нью-Йорк, США — 12 декабря 1976, Западный Голливуд, Калифорния, США) — американский певец и актёр театра, кино и телевидения.

## Биография
Джек Кэссиди родился в Ричмонд-Хилле, районе Куинс, в восточной части Нью-Йорка, в семье немки Шарлотты Кэссиди (урождённой Кёлер) и Уильяма Кэссиди, ирландца по происхождению, инженера на железной дороге Лонг-Айленда.
Свою творческую деятельность Кэссиди начинал на Бродвее. Ему было шестнадцать лет, когда он был задействован в мюзикле Майка Тодда Something for the Boys. Его успех как певца связан с мюзиклами Alive and Kicking, Wish You Were Here, Shangri-La, «Мэгги Флинн», «Ослабевать — усиливаться», «Это птица… Это самолёт… Это Супермен», а также с мюзиклом «Она любит меня», который принёс ему премию «Тони». Номинировался на премию «Эмми» за роли в телесериале «Он и она» и телефильме «Суд в Андерсонвилле».
Его часто приглашали сниматься на телевидении в таких фильмах и шоу, как «Альфред Хичкок представляет», «Дымок из ствола», «Моя жена меня приворожила», «Напряги извилины», «Эта девушка», «Гавайи 5-O», и «Макклауд», а также в телесериале «Коломбо», в котором он сыграл в общей сложности трёх злодеев. Кэссиди снялся в первой серии первого сезона «Убийство по книге», срежиссированной Стивеном Спилбергом и, если не считать двух пилотных серий, стал исполнителем роли первого убийцы сериала — писателя-соавтора. Ещё в одном эпизоде ему досталась роль, также связанная с литературным делом. Появившись в сериале третий раз, Кэссиди сыграл убийцу-иллюзиониста.
Кроме того, он снимался вместе с Ронни Шеллом в телефильме «Ад раскрылся», играл наёмного убийцу в фильме Клинта Иствуда «Санкция на пике Эйгера» и озвучивал роль клерка Боба Крэтчита в мультфильме «Рождественская история мистера Магу» (1962), первом анимационном фильме по повести Диккенса «Рождественская песнь в прозе».
Востребованный в театре и кино, Кэссиди обладал характером утончённой, самоуверенной и самовлюблённой личности, доведя свой талант драматического актёра до высшей степени в роли Джона Берримора в фильме W.C. Fields and Me. Черты актёрского стиля Джека Кэссиди присущи также образу, созданному бродвейским актёром Фрэнком Фэем.
Роль тщеславного, но пустоватого тележурналиста Теда Бакстера в ситкоме «Шоу Мэри Тайлер Мур» была написана специально для Кэссиди, но он от неё отказался, посчитав недостаточно подходящей для себя, хотя ранее он играл несерьёзного героя в He & She, другой комедии для телевидения. В итоге роль Бакстера досталась Теду Найту, а Кэссиди появился в одном из эпизодов в роли его брата, такого же эгоистичного и старающегося ни в чём ему не уступать манекенщика Хэла.

## Личная жизнь
Семья и браки

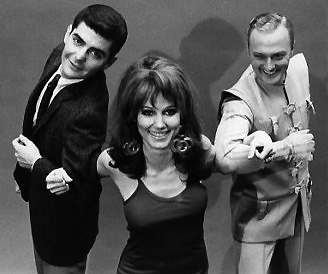
Джек Кэссиди (справа) в ситкоме «Он и она» (1967)

Джек Кэссиди был дважды женат. Его первой женой была актриса Эвелин Уорд. Их сын Дэвид — актёр, певец, автор песен и музыкант, ставший в 70-е годы кумиром молодёжи.
После развода в 1956 году Кэссиди в том же году женился на певице и актрисе Ширли Джонс. Во втором браке родилось трое детей: Шон, Патрик и Райан. Вместе с Ширли Джонс Дэвид Кэссиди принял участие в музыкальном комедийном сериале «Семья Партриджей». Брак Кэссиди и Джонс окончательно распался в 1974 году.
Проблемы со здоровьем
Старший сын Джека Кэссиди Дэвид в автобиографии «Ну же, будь счастлив!» (1994) упоминал, что его очень беспокоило здоровье отца. В последние годы жизни Кэссиди-старший страдал от депрессии и алкоголизма, его поведение становилось всё более непредсказуемым.
Как-то в 1974 году его соседи были потрясены тем, что увидели, как он абсолютно голый средь бела дня поливал лужайку перед домом. Ширли Джонс, вторая жена Кэссиди, описывала подобный случай, когда она застала мужа забравшимся в угол, где он сидел обнажённым и спокойно читал. Джонс пыталась донести до него, что у них шоу, им предстоит много работы. Джек только безмятежно посмотрел на Ширли и сказал: «Теперь я знаю, что я сам Господь Бог». В декабре 1974 года Кэссиди был госпитализирован в психиатрическую больницу на 48 часов. В то же самое время Джонс узнала, что её мужу ранее был поставлен диагноз «биполярное расстройство».
Сексуальная ориентация
Ссылаясь как на опубликованные, так и на неизданные личные записи Джека Кэссиди и заявления других лиц о его однополых сексуальных контактах, Дэвид Кэссиди заявлял о бисексуальности отца. Об этом факте дети актёра узнали только после его смерти. Ширли Джонс в книге воспоминаний A Memoir (2013) утверждает, что у Джека Кэссиди было много эпизодов отношений с мужчинами, в том числе с Коулом Портером. Кэссиди был свободен от предрассудков и однажды даже предлагал ей секс втроём с другой женщиной.

## Смерть
К 1976 году Кэссиди жил один в пентхаусе в Западном Голливуде, но у него часто собирались друзья, которые оставались на ночь.
По словам Ширли Джонс, к тому времени его бывшей жены, 11 декабря Джек пригласил её выпить у него дома, но она отказалась. Затем он в одиночестве пообедал в итальянском ресторане и, будучи навеселе, вернулся домой. Рано утром следующего дня он закурил и так и уснул. Непотушенная сигарета упала на диван, искусственное покрытие вспыхнуло и пламя быстро распространилось по всей квартире и за её пределы. Сто нанимателей 33-квартирного четырёхэтажного здания в модном квартале города пришлось эвакуировать, пока шло тушение пожара. Обугленный труп Кэссиди, обгоревший до неузнаваемости (представитель органа дознания не мог даже сразу определить, мужчина это или женщина), обнаружили на пороге его апартаментов. Помещение было усеяно окурками, предположительно, после очередной вечеринки. Так было написано в полицейском отчете, только как они могли найти окурки, если «покрытие вспыхнуло и загорелось»? Так как машина Кэссиди исчезла (её брал на время его друг и вернул на следующий день), его семья до последнего надеялась, что Джек уехал в Палм-Спрингс, где у него на следующий день были запланированы дела. Актёра удалось опознать на следующий день только по слепку его зубов и фамильному перстню-печатке. В своём завещании он просил, чтобы его тело кремировали, а прах развеяли над Тихим океаном.

## Фильмография
| Год       |    | Русское название                    | Оригинальное название                  | Роль                                           |
| --------- | -- | ----------------------------------- | -------------------------------------- | ---------------------------------------------- |
| 1957      | с  | Час «Юнайтед Стейтс Стил»           | The United States Steel Hour           | н/д                                            |
| 1957      | с  | Люкс-видео театр                    | Lux Video Theatre                      | Денис / доктор Фредерик Стил                   |
| 1958      | с  | Ричард Даймонд, частный детектив    | Richard Diamond, Private Detective     | Дэвид Форчен                                   |
| 1958      | с  | Дымок из ствола                     | Gunsmoke                               | Маркус Франс                                   |
| 1960      | с  | Таинственное шоу Чеви               | The Chevy Mystery Show                 | Дэвид Таунсенд                                 |
| 1961      | ф  | —                                   | Look in Any Window                     | Гарет Лоуэлл                                   |
| 1961      | с  | Караван повозок                     | Wagon Train                            | Дэн Палмер                                     |
| 1961      | с  | Сажать в тюрьму                     | Lock Up                                | Винсент Гибсон                                 |
| 1961      | с  | Театр «Дженерал Электрик»           | General Electric Theater               | Алан Ричардс                                   |
| 1961      | с  | Альфред Хичкок представляет         | Alfred Hitchcock Presents              | Марк Ленсинг                                   |
| 1961      | с  | Мэверик                             | Maverick                               | Роджер Кашман                                  |
| 1961      | с  | Гавайский детектив                  | Hawaiian Eye                           | Морис Клиффорд                                 |
| 1961—1962 | с  | Бронко                              | Bronco                                 | маршал Билл Хикок / Эдвард Миллер              |
| 1962      | с  | Сансет-Стрип, 77                    | 77 Sunset Strip                        | Морис Клиффорд                                 |
| 1962      | с  | Болота                              | Everglades                             | Рон Фейрберн                                   |
| 1962      | с  | Сёрфсайд 6                          | Surfside 6                             | Вэл Мортон                                     |
| 1962      | с  | Хеннесси                            | Hennesey                               | капеллан                                       |
| 1962      | с  | Семья Маккой                        | The Real McCoys                        | Джек Мастерс                                   |
| 1962      | мф | Рождественская история мистера Магу | Mister Magoo’s Christmas Carol         | Боб Крэтчит / Дик Уилкинс                      |
| 1962      | с  | Шоу Дика Пауэлла                    | The Dick Powell Show                   | Рот                                            |
| 1963      | тф | —                                   | FBI Code 98                            | Уолтер Маклин                                  |
| 1963      | с  | —                                   | The Wide Country                       | Джерри Меннинг                                 |
| 1964      | мс | Знаменитые приключения Мистера Магу | The Famous Adventures of Mr. Magoo     | н/д                                            |
| 1964      | с  | Мистер Бродвей                      | Mr. Broadway                           | Аллан                                          |
| 1965      | с  | Час Альфреда Хичкока                | The Alfred Hitchcock Hour              | Артур Менникс                                  |
| 1965      | с  | Шоу Люси                            | The Lucy Show                          | профессор Зуркин                               |
| 1967      | с  | Я — шпион                           | I Spy                                  | Ник Флеминг                                    |
| 1967      | с  | Девушка из А.Н.К.Л.                 | The Girl from U.N.C.L.E.               | Рок Массин                                     |
| 1967      | с  | Голубая диадема                     | Coronet Blue                           | Спенглер                                       |
| 1967—1968 | с  | Он и она                            | He & She                               | Оскар Норт                                     |
| 1968      | с  | Напряги извилины                    | Get Smart                              | мистер Боб                                     |
| 1968—1970 | с  | Моя жена меня приворожила           | Bewitched                              | Джордж Динсдейл / Ренс Батлер                  |
| 1969      | с  | —                                   | That’s Life                            | н/д                                            |
| 1969      | с  | Эта девушка                         | That Girl                              | Марти Хайнс                                    |
| 1970      | ф  | Ковбои округа Калико                | Cockeyed Cowboys of Calico County      | Роджер Хенд                                    |
| 1970      | тф | Суд в Андерсонвилле                 | The Andersonville Trial                | Отис Бейкер                                    |
| 1970      | тф | —                                   | George M!                              | Джеремайя «Джерри» Коэн                        |
| 1970      | с  | Мэтт Линкольн                       | Matt Lincoln                           | Даг Конуэй                                     |
| 1970      | с  | Губернатор и Джей Джей              | The Governor & J.J.                    | Марк Эллисон                                   |
| 1970—1972 | с  | Любовь по-американски               | Love, American Style                   | разные персонажи                               |
| 1971      | с  | Отряд «Стиляги»                     | The Mod Squad                          | Перри Лемко                                    |
| 1971      | с  | Ночная галерея                      | Night Gallery                          | Мариус Дейвис                                  |
| 1971      | с  | Хохмы Роуэна и Мартина              | Laugh-In                               | приглашённый актёр                             |
| 1971      | с  | —                                   | Storefront Lawyers                     | доктор Уильям Паркман                          |
| 1971      | тф | —                                   | The Powder Room                        | н/д                                            |
| 1971      | с  | Прозвища Смит и Джонс               | Alias Smith and Jones                  | Гарри Вагенер                                  |
| 1971      | ф  | Банни О’Хэйр                        | Bunny O’Hare                           | лейтенант Хорас Грили                          |
| 1971      | с  | Шоу Мэри Тайлер Мур                 | The Mary Tyler Moore Show              | Хэл Бакстер                                    |
| 1971      | с  | Бонанза                             | Bonanza                                | Кевин О’Кейси                                  |
| 1971      | с  | —                                   | Sarge                                  | Джон Майкл О’Флаэрти                           |
| 1971—1976 | с  | Коломбо                             | Columbo                                | Кен Франклин / Райли Гринлиф / Великий Сантини |
| 1972      | с  | Миссия невыполнима                  | Mission: Impossible                    | Орин Керр                                      |
| 1972      | тф | Ад раскрылся                        | Hellzapoppin’                          | н/д                                            |
| 1972      | с  | —                                   | Banyon                                 | Грей Гловс                                     |
| 1972      | тф | Кошелек или жена…                   | Your Money or Your Wife                | Джош Дарвин                                    |
| 1973      | тф | Время любви                         | A Time for Love                        | Том Пирсон                                     |
| 1973      | с  | Барнаби Джонс                       | Barnaby Jones                          | Крейг Вудридж                                  |
| 1973      | тф | —                                   | Of Men and Women                       | н/д                                            |
| 1973      | с  | Величайшие тайны                    | Great Mysteries                        | Пеннингтон                                     |
| 1974      | с  | Кеннон                              | Cannon                                 | генерал Джеймс O’Хара                          |
| 1974      | с  | Великие представления               | Great Performances                     | Пол Сирс                                       |
| 1974      | тф | —                                   | The Phantom of Hollywood               | Отто Воннер / Карл Воннер                      |
| 1974      | тф | —                                   | McMasters of Sweetwater                | Макмастерс                                     |
| 1974      | тф | Дураки, женщины и развлечения       | Fools, Females and Fun                 | Дэнни Холлидей                                 |
| 1975      | тф | —                                   | Death Among Friends                    | Чико Донован                                   |
| 1975      | ф  | Санкция на пике Эйгера              | The Eiger Sanction                     | Майлз Мелло                                    |
| 1975      | тф | —                                   | Knuckle                                | Патрик Делафилд                                |
| 1975      | тф | —                                   | Dean’s Place                           | Жак                                            |
| 1975      | с  | Мэтт Хелм                           | Matt Helm                              | Бакмен                                         |
| 1975      | с  | Гавайи 5-O                          | Hawaii Five-O                          | Морвуд                                         |
| 1976      | ф  | —                                   | W.C. Fields and Me                     | Джон Берримор                                  |
| 1976      | тф | Бенни и Барни: Тайный Лас-Вегас     | Benny and Barney: Las Vegas Undercover | Джулс Роузен                                   |
| 1977      | с  | Макклауд                            | McCloud                                | лорд Чарльз Бриджес                            |
| 1977      | с  | —                                   | The Feather and Father Gang            | епископ                                        |
| 1978      | ф  | Личное досье Джона Эдгара Гувера    | The Private Files of J. Edgar Hoover   | Деймон Раньон                                  |

## Дискография
Альбомы, записанные совместно с Ширли Джонс
- Speaking of Love (1957, Columbia Records)
- Brigadoon (1957, Columbia Records)
- With Love from Hollywood (1958, Columbia Records)
- Marriage Type Love (1959, RCA Records[16])
- Maggie Flynn (1968, RCA Records)
- Showtunes (1995, Sony Music)
- Essential Masters (2011, Master Classics Records)
- Marriage Type Love (2014, Columbia Masterworks)[16]

Участие в сборнике
- Free to Be… You and Me (1972, Bell Records) — (песня Girl Land вместе с Ширли Джонс)

## Награды и номинации
| Награда | Год  | Категория                                                  | Название работы                      | Результат |
| ------- | ---- | ---------------------------------------------------------- | ------------------------------------ | --------- |
| Эмми    | 1968 | Лучшая мужская роль второго плана в комедийном телесериале | Он и она                             | Номинация |
| Эмми    | 1971 | Лучшая мужскую роль в мини-сериале или телефильме          | Суд в Андерсонвилле                  | Номинация |
| Тони    | 1964 | Лучшая мужская роль второго плана в мюзикле                | Она любит меня                       | Победа    |
| Тони    | 1965 | Лучшая мужская роль второго плана в мюзикле                | Ослабевать — усиливаться             | Номинация |
| Тони    | 1966 | Лучшая мужская роль в мюзикле                              | Это птица… Это самолёт… Это Супермен | Номинация |
| Тони    | 1969 | Лучшая мужская роль в мюзикле                              | Мэгги Флинн                          | Номинация |

## Признание
Джек Кэссиди получил премию «Тони» 1964 года за лучшую мужскую роль второго плана в мюзикле She Loves Me